# Die Eberjagd
Die Eberjagd ist der Titel einer 1952 veröffentlichten Kurzgeschichte von Ernst Jünger über ein für das Bewusstsein des Jugendlichen Richard einschneidendes Jagderlebnis.

## Inhalt
In der in personaler Form aus der Perspektive Richards erzählten Geschichte wird zuerst eine winterliche Jagdszene in einem gräflichen Wald beschrieben. Richard darf noch nicht als Jäger teilnehmen. Er träumt von einer schönen handlichen Waffe, um wie „mit einer Geliebten mit ihr im Grünen sich zu ergehen“. „Dass dieses Kleinod, dieses Wunder, zugleich das Schicksal, den Tod in sich beschloss, das freilich ging über seine Phantasie hinaus.“ Zu seinem 16. Geburtstag hat er sich ein Gewehr gewünscht. So ist er nur Beobachter des Geschehens und hat neben dem etwa zwei Jahre älteren Jägereleven Breyer einen schlechten Platz mit einem unübersichtlichen Schussfeld, während die erfahrenen Schützen ihre Plätze an der Schneise haben, auf die die Treiber ein Wildschwein jagen sollen. Doch der aufgescheuchte starke Keiler flieht kraftvoll durch das Gehölz nahe an den beiden Jugendlichen vorbei: „Das Wesen hatte etwas Wildes und Dunkelstruppiges […] [Es] ließ den Ekel ahnen, mit dem dieser Freiherr die Nähe der menschlichen Verfolger und ihre Witterung empfand.“ Dieser Eindruck prägt sich Richard „für immer“ ein: „die Witterung von Macht und Schrecken, doch auch von Herrlichkeit.“ Der ebenso überraschte Breyer schießt spontan hinter dem im Dickicht verschwundenen Tier her.
Im zweiten Teil der Geschichte werden die Reaktionen auf den Sonntagsschuss erzählt. Förster Moosbrugger bläst die Jagd ab und macht dem schuldbewussten Breyer Vorwürfe für seinen Blindschuss, der dem Waldgrafen und seinen Gästen die Freude am Erlegen des Tiers verdorben habe. Seine Stimmung wechselt sofort, als der getötete Keiler im Neuschnee gefunden wird. Der Jagdherr und seine Gesellschaft gratulieren dem jungen Schützen und bestaunen die mächtige Beute. Richard dagegen hat das Gefühl, „dass ihm in diesem Augenblick der Eber näher, verwandter als seine Hetzer und Jäger war. […] Bei Hofe, im Krieg und unter Jägern schätzt man den glücklichen Zufall und rechnet ihn dem Manne zu.“ Moosbrugger und der Graf führen das Jagdritual aus: Halali, Obstwassertrunk, Öffnen des „geschändete[n] Leibs“ mit einem Messer. Der mit einem blutigen Fichtenzweig als Hutschmuck ausgezeichnete Schütze schildert die von ihm offenbar ganz anders als von Richard wahrgenommene Szene: Es sei ein gezielter Schuss aus einem ungünstigen Winkel gewesen. Richard erlebt „hier zum ersten Male, dass Tatsachen die Umstände verändern, die zu ihnen führten – das rüttelt[-] an seiner idealen Welt. Das grobe Geschrei der Jäger bedrückt[-] ihn. Und wieder [scheint] ihm, dass ihnen der Eber hoch überlegen war.“ Der letzte Satz der Geschichte deutet die Veränderung in Richards Bewusstsein an: „Das war der erste Abend, an dem Richard einschlief, ohne an das Gewehr gedacht zu haben; Dafür trat nun der Eber in seinen Traum.“

## Sprache und Form
Jünger verwendet etliche Ausdrücke der Jägersprache wie Vorderhämmer, er hatte sie deutlich zeichnen gesehen, oder der Eber habe noch an neunzig Fluchten gemacht. Die Form ist eine klassische Kurzgeschichte mit expositionslosem Beginn und einem entscheidenden Einschnitt für den Helden. Richard spürt eine Distanz zur Jagdgesellschaft und seine Sehnsucht nach dem Gewehr verschwindet, wie im letzten Satz der Geschichte angedeutet.

## Rezeption
In seinem Vortrag über die „Eberjagd“ gibt Brandes einen Überblick über die unterschiedliche Rezeption des Werks:
Die Erzählung wurde von der Literaturwissenschaft im Vergleich zu Besuch auf Godenholm oder Gläserne Bienen wenig beachtet. Für Plard ist der kurze Text jedoch einer der wesentlichen im Werk Jüngers. Martus spricht von einer „symbolisch weit ausdeutbare[n] Erzählung“.
- Plard sieht im Eber die patriarchale Instanz versinnbildlicht und bezieht die Erzählung auf Sigmund Freuds „Totem und Tabu“: „Nur wer den Vater in sich abtötet, darf sich zu der Brüdergemeinde der Männer rechnen“.[7]
- Kühnle[8] untersuchte Jüngers Metaphorik im Kontext jagdlicher Schilderungen und der psychologischen Bearbeitung eines moralphilosophischen Komplexes: „[D]ie Positionen Gesinnungsethik versus Erfolgsethik.“[9] und kam zu dem Ergebnis: „Hier geht es um die normative Kraft des Faktischen, die jedem idealistischen, vom Gewissen her begriffenen Ethikverständnis fremd sein muss, dessen Maxime in der Gesinnung und nicht in der Bewertung des Erfolges liegt. Jünger macht deutlich, nach welchen Gesetzen für eine utilitaristische Ethik menschliches Handeln moralisch disponibel wird.“[10]
- Rozet arbeitete in der Gegenüberstellung von Geschichte und Mythos eines der bedeutenden Themen aus Jüngers Gedankenwelt heraus[11] und fand eine „doppelte Initiation“: Die erste, männlichen Ranges, erlaubt es Breyer, in den Männerbund der Jäger aufgenommen zu werden, die zweite, geistigen und gefühlsmäßigen Ranges, betrifft Richard.[12]
- Martus[13] griff diesen Gedanken abwandelnd auf, wenn er meint, „Die Eberjagd“ zeige, wie Richard „durch ein epiphanieartiges Initiationserlebnis eine mitleidende Rolle einnimmt“. Dadurch markiert die Erzählung für ihn mit „einer veränderten Haltung zum Töten den Weg von der Metaphysik des Willens und der Gewalt zur Metaphysik des Opfers und des Mitleids“.
- Ort verglich die Ursprungsfassung von 1952 mit der „geringfügig, aber signifikant veränderten Fassung“ der ersten Werkausgabe von 1960 und gewann daraus „Einsichten in das Verhältnis von Mythologisierung und Bedeutungstilgung“.[14] In einer weggelassenen Passage wird z. B. die Verbindung zwischen dem Göttlichen und dem Eber betont: „Der Knabe ahnte, dass in diesem Geschöpfe noch die alte und absolute Freiheit lebte, die stolze Eigenart, die ihm verliehen war gleich einem Orden, ja die die Orden und Wappen erst mit Sinn versieht. Das war noch eine Macht, die Raum hatte – viel Raum, den ihre Freiheit schuf. Man fühlte, dass sie unberührbar war, intakt und selbstherrlich vom Urahn her, und dass auf alle Fälle, wollte man Hand an sie legen, der Tod vorauszuschicken war. Selbst tödlich verwundet würde dieser Waldfürst mit furchtbarem Riss aufschlitzen, was sich ihm näherte: Mensch, Hund und Pferd.“[15]
- Brandes[16] ordnet „Die Eberjagd“ in das Werk Jüngers ein und sieht im Oberförster der „Marmorklippen“ einen Vorläufer Moosbruggers und der gräflichen Jagdgesellschaft mit ihren Treibern.

## Ausgaben
- Ernst Jünger: Die Eberjagd. In: Wolfgang Cordan (Hrsg.): story. die welt erzählt. Die Monatsschrift der modernen Erzählung, Jg. 7 (1952), Heft 1.
- Ernst Jünger: Die Eberjagd. In: Ernst Jünger: „Werke. Gesamtausgabe in 10 Bänden“. Stuttgart, Klett (1960–1965). Bd. 9 Erzählungen.
- Ernst Jünger: Die Eberjagd. In: Ders.: Sämtliche Werke. Band 15: Erzählungen. Klett-Cotta, Stuttgart 1978, ISBN 3-608-93485-5, S. 353–361.
- Ernst Jünger: Die Eberjagd. In: Marcel Reich-Ranicki (Hrsg.): Deutsche Erzähler des 20. Jahrhunderts. Von Joseph Roth bis Hermann Burger. Manesse Verlag, Zürich 2006, ISBN 3-7175-1856-9, S. 256–265 (unveränd. Nachdr. d. Ausg. Zürich 1994).